# Adam Swaczyna
Adam Swaczyna (ur. 4 maja 1989) – polski siatkarz, występujący na pozycji libero. Od sezonu 2012/2013 do 2013/2014 występował w drużynie BBTS Bielsko-Biała. Od sezonu 2014/2015 został asystentem trenera Dariusza Daszkiewicza w drużynie Effectora Kielce, a w grudniu 2016 r. zastąpił go na stanowisku I trenera.
Adam Swaczyna rozpoczynał siatkarską karierę w MMKS-ie Kędzierzyn-Koźle. W 2004 wraz z nim zajął czwarte miejsce w mistrzostwach Polski młodzików – w półfinale przegrali 0:2 z Myszkowem, a w meczu o trzecie miejsce ulegli ekipie GTPS-u Gorzów Wielkopolski 1:2. Dwa lata później z tym samym zespołem sięgnął po wicemistrzostwo Polski juniorów. Podopieczni Rolanda Dembończyka po pasjonującym półfinale z AZS Częstochową awansowali do finału, gdzie po tie-breaku ulegli Skrze Bełchatów. Lata 2005–2008 spędził w SMS-ie Spała.
W 2008 Swaczyna rozpoczął poszukiwania nowego klubu. Chciał grać w I lidze, ale większość silnych zespołów miała już zakontraktowanych zawodników. Wówczas jego menadżer, Andrzej Grzyb, dostał wiadomość, że jest możliwość występowania w Farcie Kielce. Po kilku rozmowach zdecydował, że to najlepsze wyjście dla niego i podpisał umowę z tą drużyną. W sezonie 2008/2009 z kieleckim zespołem zmagania II ligi gr. 4 zakończył na 1. miejscu, kwalifikując się do rywalizacji barażowej o awans do I ligi. W pierwszym turnieju rozegranym w Hali Legionów Fartowi nie udało się zająć żadnego z dwóch pierwszych miejsc, jednakże awans wywalczył podczas turnieju w Jaworznie. Rok później jego zespół uzyskał promocję do PlusLigi.

## Przebieg kariery
| Siatkarz                  | Siatkarz                     | Siatkarz              | Siatkarz              | Siatkarz              | Siatkarz              | Siatkarz              | Siatkarz              | Siatkarz              | Siatkarz              | Siatkarz              |                       |
| Lata                      | Klub                         | Klub                  | Klub                  | Klub                  | Klub                  | Klub                  | Klub                  | Klub                  | Klub                  | Klub                  | Klub                  |
| ------------------------- | ---------------------------- | --------------------- | --------------------- | --------------------- | --------------------- | --------------------- | --------------------- | --------------------- | --------------------- | --------------------- | --------------------- |
| –2006                     | MMKS Kędzierzyn–Koźle        | MMKS Kędzierzyn–Koźle | MMKS Kędzierzyn–Koźle | MMKS Kędzierzyn–Koźle | MMKS Kędzierzyn–Koźle | MMKS Kędzierzyn–Koźle | MMKS Kędzierzyn–Koźle | MMKS Kędzierzyn–Koźle | MMKS Kędzierzyn–Koźle | MMKS Kędzierzyn–Koźle | MMKS Kędzierzyn–Koźle |
| 2005–2008                 | SMS PZPS Spała               | SMS PZPS Spała        | SMS PZPS Spała        | SMS PZPS Spała        | SMS PZPS Spała        | SMS PZPS Spała        | SMS PZPS Spała        | SMS PZPS Spała        | SMS PZPS Spała        | SMS PZPS Spała        | SMS PZPS Spała        |
| 2008–2012                 | Fart Kielce                  | Fart Kielce           | Fart Kielce           | Fart Kielce           | Fart Kielce           | Fart Kielce           | Fart Kielce           | Fart Kielce           | Fart Kielce           | Fart Kielce           | Fart Kielce           |
| 2012–2014                 | BBTS Bielsko-Biała           | BBTS Bielsko-Biała    | BBTS Bielsko-Biała    | BBTS Bielsko-Biała    | BBTS Bielsko-Biała    | BBTS Bielsko-Biała    | BBTS Bielsko-Biała    | BBTS Bielsko-Biała    | BBTS Bielsko-Biała    | BBTS Bielsko-Biała    | BBTS Bielsko-Biała    |
| Trener                    |                              |                       |                       |                       |                       |                       |                       |                       |                       |                       |                       |
| Lata                      | Klub/Reprezentacja           | Funkcja               |                       |                       |                       |                       |                       |                       |                       |                       |                       |
| 2014–2015                 | Effector Kielce (Młoda Liga) | I trener              |                       |                       |                       |                       |                       |                       |                       |                       |                       |
| 2014–2016 (do 15.12.2016) | Effector Kielce              | asystent trenera      |                       |                       |                       |                       |                       |                       |                       |                       |                       |
| 2016–2017 (od 15.12.2016) | Effector Kielce              | I trener              |                       |                       |                       |                       |                       |                       |                       |                       |                       |
| 2017                      | Reprezentacja Polski U–23    | I trener              |                       |                       |                       |                       |                       |                       |                       |                       |                       |
| 2017–2019                 | VfB Friedrichshafen          | asystent trenera      |                       |                       |                       |                       |                       |                       |                       |                       |                       |
| 2019–2024 (do 22.01.2024) | ZAKSA Kędzierzyn-Koźle       | asystent trenera      |                       |                       |                       |                       |                       |                       |                       |                       |                       |
| 2022–2024                 | Polska                       | asystent trenera      |                       |                       |                       |                       |                       |                       |                       |                       |                       |
| 2024–2024 (od 22.01.2024) | ZAKSA Kędzierzyn-Koźle       | I trener              |                       |                       |                       |                       |                       |                       |                       |                       |                       |
| 2024–                     | VfB Friedrichshafen          | I trener              |                       |                       |                       |                       |                       |                       |                       |                       |                       |

## Sukcesy klubowe
Mistrzostwo I ligi:
- 2010
- 2013